# Kup maršala Tita 1974.
Kup maršala Tita 1974., također poznat kao Kup Jugoslavije u nogometu 1974., bila je dvadeset i sedma sezona Kupa Jugoslavije u nogometu nakon Drugog svjetskog rata.

U natjecanju je sudjelovalo ukupno 3528 momčadi: iz republičkih kupova plasirao se 14 momčadi koje su se pridružile 18 prvoligaškim klubovima u nacionalnom kupu kojim upravlja FSJ. Započeo je 11. kolovoza 1974., a završio 29. studenoga iste godine.
Bilo je to drugo, ujedno i posljednje, izdanje odigrano u jesenskom razdoblju (od kolovoza do studenog, s finalom 29., na Dan Republike). Sljedećim izdanjem vraćen je uobičajeni tijek od rujna do svibnja, s finalom na Dan mladosti, odnosno 25.
Trofej je osvojio splitski Hajduk (treći uzastopni uspjeh), svladavši u finalu drugoligaša banjalučkog Borca. Splićanima je to bio četvrti naslov u ovom natjecanju, a ovom su prilikom u 5 susreta ostvarili su 14 postignutih pogodaka i niti jedan primljeni pogodak.

Budući da je Hajduk osvojio i prvenstvo, poraženi finalist Borac ostvario je plasman u Kup pobjednika kupova 1975./76.

## Turnir
Hajduk je treći put zaredom osvojio Kup maršala Tita.

To je uspjelo samo Crvenoj zvezdi: 1948., 1949. i 1950. godine. Hajduk je dosegao još jedan rekord Crvene zvezde: osvojio je nogometni Kup Jugoslavije bez primljenog gola i postigao 14 golova.

U šesnaestini finala ispali su Crvena zvezda, Partizan i Vojvodina.

Iznenađenje je priredio banjalučki Borac koji se plasirao u finale. Osim pobjede u gostima, kada su dobili Crvenu zvezdu s 4:1, eliminirali su i Sarajevo, kao domaćin (izvođenje penala), Olimpiju na svom terenu (opet penali) i na kraju Željezničar s 2:1.

U finalu je Hajduk svladao Borcu s minimalnih 1:0.

## Sudionici
18 sudionika Prve savezne lige 1973./74. kvalificiralo se direktno. Ostalih 14 ekipa (u žutom) plasirale su se kroz republičke kupove.
| rang         | Slovenija            | Hrvatska                       | Bosna i Hercegovina                                                    | Srbija                           | Srbija                                                                              | Srbija     | Crna Gora      | Makedonija       |
| rang         | Slovenija            | Hrvatska                       | Bosna i Hercegovina                                                    | Vojvodina                        | Središnja Srbija                                                                    | Kosovo     | Crna Gora      | Makedonija       |
| ------------ | -------------------- | ------------------------------ | ---------------------------------------------------------------------- | -------------------------------- | ----------------------------------------------------------------------------------- | ---------- | -------------- | ---------------- |
| 1. rang      | - Olimpija Ljubljana | - Dinamo Zagreb - Hajduk Split | - Čelik Zenica - Sarajevo - Sloboda Tuzla - Velež Mostar - Željezničar | - Proleter Zrenjanin - Vojvodina | - OFK Beograd - Bor - Crvena zvezda - Partizan - Radnički Kragujevac - Radnički Niš |            |                | - Vardar Skoplje |
| 2. rang      | - Maribor            | - Karlovac - Osijek - Zagreb   | - Borac Banja Luka                                                     | - Novi Sad                       |                                                                                     | - Priština | - Bokelj Kotor | - Rabotnički     |
| 3. rang      |                      | - Neretva Metković             | - Borac Travnik - Igman Ilidža                                         | - Bačka Subotica                 | - Timok Zaječar                                                                     |            |                |                  |
| Niži rangovi |                      |                                |                                                                        |                                  | - Metalac G. Milanovac                                                              |            |                |                  |

## Šesnaestina završnice
Utakmice odigrane 11. kolovoza 1974.
| Domaći sastav           |   | Gostujući sastav           | Rezultat               |
| ----------------------- | - | -------------------------- | ---------------------- |
| NK Maribor (Maribor)    | – | FK Bor (Bor)               | 1:1 (prod.) (5:4 pen.) |
| Dinamo (Zagreb)         | – | Radnički (Kragujevac)      | 2:0                    |
| FK Sarajevo (Sarajevo)  | – | Igman (Ilidža)             | 2:0                    |
| NK Zagreb (Zagreb)      | – | Partizan (Beograd)         | 2:0                    |
| Bačka (Subotica)        | – | Neretva (Metković)         | 1:0                    |
| Sloboda (Tuzla)         | – | Vojvodina (Novi Sad)       | 2:1                    |
| Željezničar (Sarajevo)  | – | FK Priština (Priština)     | 4:0                    |
| OFK Beograd (Beograd)   | – | NK Karlovac (Karlovac)     | 1:0                    |
| Vardar (Skoplje)        | – | NK Osijek (Osijek)         | 1:0                    |
| Timok (Zaječar)         | – | Radnički (Niš)             | 1:0                    |
| Hajduk (Split)          | – | Proleter (Zrenjanin)       | 3:0                    |
| Crvena zvezda (Beograd) | – | Borac (Banja Luka)         | 1:4                    |
| Borac (Travnik)         | – | Metalac (Gornji Milanovac) | 2:1 (prod.)            |
| RFK Novi Sad (Novi Sad) | – | Velež (Mostar)             | 0:2                    |
| Bokelj (Kotor)          | – | Olimpija (Ljubljana)       | 0:1 (prod.)            |
| Rabotnički (Skoplje)    | – | Čelik (Zenica)             | 4:1                    |

## Osmina završnice
Utakmice odigrane 11. rujna 1974.
| Domaći sastav         |   | Gostujući sastav       | Rezultat               |
| --------------------- | - | ---------------------- | ---------------------- |
| Bačka (Subotica)      | – | Hajduk (Split)         | 0:2                    |
| OFK Beograd (Beograd) | – | NK Maribor (Maribor)   | 2:1                    |
| Vardar (Skoplje)      | – | Sloboda (Tuzla)        | 3:0                    |
| Dinamo (Zagreb)       | – | Borac (Travnik)        | 1:0                    |
| Olimpija (Ljubljana)  | – | Rabotnički (Skoplje)   | 1:1 (prod.) (6:5 pen.) |
| Borac (Banja Luka)    | – | FK Sarajevo (Sarajevo) | 0:0 (prod.) (4:2 pen.) |
| Timok (Zaječar)       | – | Željezničar (Sarajevo) | 2:5                    |
| Velež (Mostar)        | – | NK Zagreb (Zagreb)     | 2:1                    |

## Četvrtzavršnica
Utakmice odigrane 16. listopada 1974.
| Domaći sastav          |   | Gostujući sastav      | Rezultat               |
| ---------------------- | - | --------------------- | ---------------------- |
| Hajduk (Split)         | – | OFK Beograd (Beograd) | 3:0                    |
| Vardar (Skoplje)       | – | Dinamo (Zagreb)       | 2:0                    |
| Olimpija (Ljubljana)   | – | Borac (Banja Luka)    | 2:2 (prod.) (6:7 pen.) |
| Željezničar (Sarajevo) | – | Velež (Mostar)        | 4:3 (prod.)            |

## Poluzavršnica
Utakmice odigrane 13. studenog 1974.
| Domaći sastav      |   | Gostujući sastav       | Rezultat |
| ------------------ | - | ---------------------- | -------- |
| Hajduk (Split)     | – | Vardar (Skoplje)       | 5:0      |
| Borac (Banja Luka) | – | Željezničar (Sarajevo) | 2:1      |

## Završnica

### Susret
| 29. studenog 1974. |             |                  |                                                                           |
| Hajduk Split       | 1:0         | Borac Banja Luka | Stadion JNA, Beograd Broj gledatelja: 20.000 Sudac: Miloš Čajić (Beograd) |
| Boljat 39'         | (izvještaj) |                  | Stadion JNA, Beograd Broj gledatelja: 20.000 Sudac: Miloš Čajić (Beograd) |

| Hajduk | Borac |

|               |    |                 |        |
|               |    |                 |        |
| G             | 1  | Rizah Mešković  |        |
| B             | 2  | Marin Kurtela   | Izašao |
| B             | 3  | Vedran Rožić    |        |
| B             | 4  | Mario Boljat    |        |
| B             | 5  | Šime Luketin    |        |
| B             | 6  | Ivan Buljan     |        |
| N             | 7  | Slaviša Žungul  |        |
| V             | 8  | Dražen Mužinić  |        |
| V             | 9  | Branko Oblak    |        |
| N             | 10 | Jurica Jerković |        |
| V             | 11 | Ivica Šurjak    |        |
| Izmjene:      |    |                 |        |
| B             | ?  | Joško Duplančić | Ušao   |
| Trener:       |    |                 |        |
| Tomislav Ivić |    |                 |        |

|               |    |                   |        |
|               |    |                   |        |
| G             | 1  | Marijan Jantoljak |        |
| B             | 2  | Milan Vukelja     |        |
| B             | 3  | Hikmet Kušmić     |        |
| B             | 4  | Zvonimir Vidačak  |        |
| B             | 5  | Mario Brnjac      |        |
| V             | 6  | Dževad Kreso      |        |
| V             | 7  | Dušan Jurković    | Izašao |
| V             | 8  | Zoran Smilevski   |        |
| N             | 9  | Miloš Cetina      | Izašao |
| N             | 10 | Dragan Marjanović |        |
| N             | 11 | Abid Kovačević    |        |
| Izmjene:      |    |                   |        |
| V             | ?  | Nenad Lazić       | Ušao   |
| N             | ?  | M. Ivanović       | Ušao   |
| Trener:       |    |                   |        |
| Boris Marović |    |                   |        |

## Poveznice
- Prva savezna liga 1974./75.
- Druga savezna liga 1974./75.
- 3. ligaški rang 1974./75.

## Vanjske poveznice
- Fudbalerko Nogometović istražuje: Sezona 1974/75 (1)
- RSSSF
- Jugoslavija - Detalji finala Kupa 1947.-2001
- exyufudbal.in.rs
- lavkup.com
- bihsoccer.com